# Ma Lin
Ma Lin (chinesisch 馬琳 / 马琳, Pinyin Mǎ Lín; * 19. Februar 1980 in Shenyang, Provinz Liaoning, Volksrepublik China) ist ein  ehemaliger chinesischer Tischtennisspieler. Er ist Olympiasieger im Herren-Einzel, der erfolgreichste Spieler beim World-Cup-Turnier sowie siebenfacher Weltmeister im Herren-Doppel, im Mixed-Doppel und mit der chinesischen Herren-Nationalmannschaft. Er gilt als einer der besten Tischtennisspieler überhaupt.
2010 wurde er in die ITTF Hall of Fame aufgenommen.
Im April 2017 wurde Ma Lin einer der Trainer der chinesischen Herren-Nationalmannschaft. Später wechselte er als Trainer zur Damen-Nationalmannschaft und wurde Coach von Liu Shiwen.

## Karriere
Ma Lin begann mit dem Tischtennisspiel im Alter von sechs Jahren. Durch sein Bewegungstalent und Ballgefühl wurde zu dieser Zeit eine Sportschule auf ihn aufmerksam. So zog er mit zwölf Jahren, da seine heimatliche Provinzmannschaft Liaoning ihn nicht aufnahm, nach Shantou, um der dort neu gegründeten Stadtmannschaft beizutreten. Nach zwei Jahren Training wurde Ma Lin schon mit 14 Jahren Mitglied der chinesischen Herren-Nationalmannschaft.
Zwei Jahre später (1996) erzielte er mit dem Erreichen des Halbfinals im Herren-Einzel bei dem ITTF-Pro-Tour-Turnier in Belgrad seinen ersten internationalen Erfolg. Im selben Jahr gelang ihm beim Asian Cup der erste Turniersieg im Einzel. Bei seiner ersten Weltmeisterschaftsteilnahme im Jahr 1997 spielte sich Ma Lin im Einzel bis ins Achtelfinale. Bei der Weltmeisterschaft 1999 steigerte er sich und erreichte das Einzelfinale, verlor aber gegen seinen Landsmann und späteren Herren-Nationaltrainer Liu Guoliang knapp 3:2 in Sätzen. Im Mixed-Doppel gewann er jedoch zusammen mit Zhang Yingying die Goldmedaille.
Trotz guter Leistungen blieb Ma Lin die Teilnahme an den Olympischen Spielen in Sydney verwehrt. Erst an den Olympischen Spielen 2004 in Athen konnte Ma Lin teilnehmen. Er schied zwar im Einzel bereits im Achtelfinale aus, errang jedoch im Doppel zusammen mit Chen Qi die Goldmedaille.
Umstritten war Ma Lins Teilnahme am Finale der Champions League 2000, die er mit dem Verein SVS Niederösterreich bestritt. Da er nämlich in der gleichen Saison bereits für einen chinesischen Verein gespielt hatte, entzog ihm die ETTU die Spielerlaubnis, um sie ihm kurz vor Beginn des Spieles zu erteilen. Sein Einsatz blieb ohne Folgen, da er seine beiden Spiele ohne Satzgewinn verlor.
Ma Lin ist dreimaliger Vizeweltmeister im Einzel (1999, 2005, 2007), was ihm bis zu seinem Olympiasieg 2008 im Einzel den Ruf eines „ewigen Zweiten“ einbrachte. Die beiden letzten WM-Finals verlor er gegen seinen Dauerkonkurrenten Wang Liqin – 2007 nach einer 7:1-Führung im fünften Satz bei einer 3:1-Satzführung noch mit 3:4 in Sätzen.
Bei den Tournament of Champions blieb Ma Lin – obwohl er sich zweimal für das Final-Turnier und einmal für das Halbfinal-Turnier qualifiziert hatte – erfolglos: 2006 verlor er im Finale gegen Wang Liqin, 2007 verlor er im Finale gegen Wang Hao und 2009 verlor er im Halbfinale gegen Wang Hao.
Erfolgreicher ist Ma Lin beim World Cup, den er neben Fan Zhendong bereits viermal gewinnen konnte. Nach seiner ersten Teilnahme im Jahr 1998 konnte er schon bei seiner zweiten Teilnahme beim World Cup 2000 im Einzel den 1. Platz erreichen.
Ma Lin gewann bis jetzt (Stand August 2012) in allen Kategorien (Einzel, Doppel, Mixed-Doppel, Mannschaft) 18 Welt-Turniere (Olympische Spiele, Weltmeisterschaft, World Cup). In dieser Hinsicht ist er der erfolgreichste asiatische Tischtennisspieler. Insgesamt hat er auf der Pro Tour 20 Siege im Einzel und 39 Siege im Doppel vorzuweisen. Bis heute (Stand August 2012) konnte bei den Pro Tour-Turnieren niemand so viele Turniere im Doppel gewinnen.
Seit 2001 war Ma Lin Stammspieler der chinesischen Nationalmannschaft, mit der er seitdem unter anderen vier Mannschafts-Weltmeisterschaften hintereinander (von 2001 bis 2008) gewonnen hat (zusammen mit Wang Liqin gehaltener Weltrekord), sowie den WTC-World Team Cup 2007 in Magdeburg, zwei Pro Tour-Turniere und den erstmals ausgetragenen Mannschaftswettbewerb bei den Olympischen Spielen 2008. Im Doppel wurde er 2007 Weltmeister, im Mixed-Doppel errang er 1999 und 2003 den Weltmeistertitel.
Sein größter Erfolg gelang ihm schließlich im Jahr 2008 bei den Olympischen Spielen in Peking, als er im Einzelfinale den damaligen Weltranglistenersten Wang Hao 4:1 in Sätzen bezwang. Mit dieser dritten Goldmedaille ist er gegenwärtig der erfolgreichste Athlet, seit Tischtennis 1988 zur olympischen Sportart wurde.
Ma Lin spielt zudem auch in der chinesischen Superliga und war zuletzt in der Saison 2009 bei dem Verein Tianjin unter Vertrag. Von 2000 bis 2007 hat stets derjenige Verein, für den Ma Lin gespielt hat, den Herren-Meistertitel gewonnen. 2012 wurde er vom russischen Verein UMMC Verkhnaya Pyshma (früher Jekaterinburg) verpflichtet.
Im Dezember 2013 beendete Ma Lin seine Laufbahn in der chinesischen Nationalmannschaft.

## Spielstil
Der Spielstil von Ma Lin beruht auf einer durchdachten und aggressiven Offensivtaktik. Er spielt, wie früher die meisten chinesischen Tischtennisspieler, einen modifizierten chinesischen Penholderstil. Wie in der klassischen Variante üblich, spielt er zumeist die Rückhand mit der gleichen Schlägerseite wie die Vorhand. Darüber hinaus beherrscht er aber auch die Umgekehrte Penholder-Rückhand (Reverse penhold backhand), bei der die andere Schlägerseite eingesetzt wird. Diese Technik ist aber noch relativ selten in der Weltspitze anzutreffen. Die klassische Rückhand setzt Ma Lin vor allem zum Blocken, die umgekehrte zum Spielen von Topspins ein. Der zentrale Schlag seines Spielsystems ist allerdings sein aggressiver Vorhand-Topspin, mit dem er die meisten seiner Angriffe einleitet. Weitere Stärken seines Spieles sind: unter anderem seine hervorragende Beinarbeit, seine gefährlichen Aufschläge, sein gefühlvolles Kurz-Kurz-Spiel über dem Tisch, sein sicheres Blockspiel und teilweise auch andere Schlagarten, die er in seinem Spiel gezielt ausnutzt. Zu Beginn seiner Karriere (1999–2000) spielte Ma Lin meist ein passives Block- und Konterspiel, verbunden mit einer sehr sicheren Ballonabwehr. Später (2001–2003) spielte er zeitweise ein aggressives Offensivspiel. Erst 2004 setzte er zum ersten Mal die Umgekehrte Penholder-Rückhand (Reverse penhold backhand) regelmäßig im Spiel ein und wurde danach zum modernen Offensivspieler.
Ma Lin benutzt ein hartes Offensiv-Holz („Yasaka Ma Lin Carbon Off“) mit den Belägen „Skyline 2“ auf seiner Vorhandseite und „BryceFX“ auf seiner Rückhandseite.

## Privat
Seit Dezember 2013 ist Ma Lin verheiratet mit der ehemaligen Sportgymnastin Zhang Yaqing. Im April 2016 bekam das Paar einen Jungen.

## Erfolge

### Olympische Spiele
- 2008 in Peking: Olympiasieger im Einzel und mit der Mannschaft
- 2004 in Athen: Olympiasieger im Doppel mit Chen Qi

### Weltmeisterschaften
- 2012 in Dortmund: Weltmeister mit der Mannschaft
- 2011 in Rotterdam: Vize-Weltmeister im Doppel mit Chen Qi
- 2010 in Moskau: Weltmeister mit der Mannschaft
- 2008 in Guangzhou: Weltmeister mit der Mannschaft
- 2007 in Zagreb: Vize-Weltmeister im Einzel, Weltmeister im Doppel mit Chen Qi
- 2006 in Bremen: Weltmeister mit der Mannschaft
- 2005 in Shanghai: Vize-Weltmeister im Einzel
- 2004 in Doha: Weltmeister mit der Mannschaft
- 2003 in Paris: Weltmeister im Mixed mit Wang Nan
- 2001 in Osaka: Weltmeister mit der Mannschaft
- 2000 in Kuala Lumpur: Vize-Weltmeister mit der Mannschaft
- 1999 in Eindhoven: Vize-Weltmeister im Einzel, Weltmeister im Mixed mit Zhang Yining

### World Cup
- 2006: 1. Platz
- 2004: 1. Platz
- 2003: 1. Platz
- 2000: 1. Platz

### Asienspiele
- 2010: 1. Platz mit der Mannschaft
- 2006: 1. Platz im Mixed mit Wang Nan und 1. Platz mit der Mannschaft
- 2002: 1. Platz mit der Mannschaft

### Asienmeisterschaft
- 2012: 1. Platz mit der Mannschaft
- 2007: 1. Platz mit der Mannschaft
- 2000: 1. Platz mit der Mannschaft
- 1998: 1. Platz im Doppel mit Liu Guoliang, 1. Platz mit der Mannschaft
- 1996: 1. Platz im Mixed mit Wu Na

### Asian Cup
- 1997: 1. Platz im Einzel
- 1996: 1. Platz im Einzel

### Pro Tour Grand Final
2011: Doppel mit Zhang Jike
- 2007: 1. Platz im Einzel
- 2004: 1. Platz im Doppel mit Chen Qi
- 2003: 1. Platz im Doppel mit Chen Qi
- 2002: 1. Platz im Doppel mit Kong Linghui
- 2001: 1. Platz im Einzel
- 1999: 1. Platz im Doppel mit Qin Zhijian

### Pro Tour
- 2012
  - Doppel (Hungarian Open, Qatar Open)
- 2011
  - Einzel(China Open)
- 2010
  - Doppel (Qatar Open)
- 2009
  - Doppel (Kuwait Open)
- 2008
  - Einzel (Qatar Open, Japan Open)
  - Doppel (Kuwait Open, Qatar Open, China Open (Shanghai))
- 2007
  - Einzel (Qatar Open, French Open, China Open (Shenzhen))
  - Doppel (Croatian Open, China Open (Nanjing), French Open)
- 2006
  - Einzel (Kuwait Open, China Open, Singapore Open)
  - Doppel (Kuwait Open, Singapore Open, Japan Open)
- 2004
  - Einzel (China Open)
  - Doppel (Greece Open, Singapore Open)
- 2003
  - Einzel (Korean Open, China Open, Danemark Open)
  - Doppel (Korean Open, China Open, Japan Open, Danemark Open, Sweden Open)
- 2002
  - Einzel (USA Open, German Open, Polen Open, Danemark Open)
  - Doppel (USA Open, German Open, Nederland Open)
- 2001
  - Einzel (Danemark Open)
  - Doppel (Japan Open)
- 2000
  - Doppel (Polen Open, Sweden Open)
- 1999
  - Einzel (Australian Open)
  - Doppel (French Open, Japan Open)
- 1998
  - Einzel (Malaysia Open)
  - Doppel (Sweden Open, Yugoslavia Open, Libanon Open, China Open, Japan Open)
- 1997
  - Doppel (Malaysia Open, Australian Open)

### Weitere Erfolge

#### World Club Championships
- 1999: Mannschaft (8-1 ICBC)

#### Chinesische Nationalspiele
- 2001: 1. Platz im Einzel, 1. Platz im Doppel mit Liu Guozheng, 1. Platz mit der Mannschaft
- 1997: 1. Platz mit der Mannschaft

#### Chinesische Superliga
- 2007: Mannschaft (Ningbo Beilun Haitian)
- 2006: Mannschaft (Shaanxi Yinhe)
- 2005: Mannschaft (Shaanxi Yinhe Guoliang)
- 2004: Mannschaft (Guangdong Gotone)
- 2003: Mannschaft (Guangdong Gotone)
- 2002: Mannschaft (Shandong Luneng)
- 2001: Mannschaft (8-1 ICBC)
- 2000: Mannschaft (8-1 ICBC)

## Turnierergebnisse
Quelle: ITTF-Datenbank
| Verband | Veranstaltung           | Jahr | Ort             | Land | Einzel        | Doppel        | Mixed         | Team |
| ------- | ----------------------- | ---- | --------------- | ---- | ------------- | ------------- | ------------- | ---- |
| CHN     | Asienmeisterschaft ATTU | 2007 | Yangzhou        | CHN  |               |               |               | 1    |
| CHN     | Asienmeisterschaft ATTU | 2000 | Doha            | QAT  | Halbfinale    |               |               | 1    |
| CHN     | Asienmeisterschaft ATTU | 1998 | Osaka           | JPN  |               | Gold          |               | 1    |
| CHN     | Asienmeisterschaft ATTU | 1996 | Kallang         | SIN  | Halbfinale    | Viertelfinale | Gold          | 2    |
| CHN     | Asian Cup               | 2010 | Guangzhou       | CHN  | 5. Platz      |               |               |      |
| CHN     | Asian Cup               | 1996 | New Delhi       | IND  | 1             |               |               |      |
| CHN     | Asienspiele             | 2010 | Guangzhou       | CHN  |               | Silber        |               | 1    |
| CHN     | Asienspiele             | 2006 | Doha            | QAT  | Silber        | Silber        | Gold          | 1    |
| CHN     | Asienspiele             | 2002 | Busan           | KOR  |               | Halbfinale    | Halbfinale    | 1    |
| CHN     | Olympische Spiele       | 2008 | Peking          | CHN  | Gold          |               |               | 1    |
| CHN     | Olympische Spiele       | 2004 | Athen           | GRE  | letzte 16     | Gold          |               |      |
| CHN     | Pro Tour                | 2011 | Suzhou          | CHN  | letzte 64     | Gold          |               |      |
| CHN     | Pro Tour                | 2011 | Shenzen         | CHN  | Gold          | Silber        |               |      |
| CHN     | Pro Tour                | 2011 | Dortmund        | GER  | Halbfinale    | Silber        |               |      |
| CHN     | Pro Tour                | 2011 | Dubai           | UAE  | Viertelfinale | Gold          |               |      |
| CHN     | Pro Tour                | 2011 | Doha            | QAT  | letzte 16     | Silber        |               |      |
| CHN     | Pro Tour                | 2011 | Sheffield       | ENG  | Silber        | Silber        |               |      |
| CHN     | Pro Tour                | 2011 | Velenje         | SVN  | Silber        | Halbfinale    |               |      |
| CHN     | Pro Tour                | 2010 | Suzhou          | CHN  | Silber        | Gold          |               |      |
| CHN     | Pro Tour                | 2010 | Kuwait City     | KUW  | Silber        | Halbfinale    |               |      |
| CHN     | Pro Tour                | 2010 | Doha            | QAT  | Viertelfinale | Gold          |               |      |
| CHN     | Pro Tour                | 2009 | Sheffield       | ENG  | Silber        | Halbfinale    |               |      |
| CHN     | Pro Tour                | 2009 | Tianjin         | CHN  | Viertelfinale | Silber        |               |      |
| CHN     | Pro Tour                | 2009 | Su Zhou         | CHN  | Halbfinale    | letzte 16     |               |      |
| CHN     | Pro Tour                | 2009 | Doha            | QAT  | Silber        | Halbfinale    |               |      |
| CHN     | Pro Tour                | 2009 | Kuwait City     | KUW  | Halbfinale    | Gold          |               |      |
| CHN     | Pro Tour                | 2008 | Shanghai        | CHN  | Halbfinale    | Gold          |               |      |
| CHN     | Pro Tour                | 2008 | Daejeon         | KOR  | Silber        | Silber        |               |      |
| CHN     | Pro Tour                | 2008 | Yokohama        | JPN  | Gold          |               |               | 1    |
| CHN     | Pro Tour                | 2008 | Changchun       | CHN  | Halbfinale    |               |               | 1    |
| CHN     | Pro Tour                | 2008 | Doha            | QAT  | Gold          | Gold          |               |      |
| CHN     | Pro Tour                | 2008 | Kuwait City     | KUW  | letzte 16     | Gold          |               |      |
| CHN     | Pro Tour                | 2007 | Stockholm       | SWE  | Halbfinale    | Halbfinale    |               |      |
| CHN     | Pro Tour                | 2007 | Bremen          | GER  | Silber        | Halbfinale    |               |      |
| CHN     | Pro Tour                | 2007 | Toulouse        | FRA  | Gold          | Gold          |               |      |
| CHN     | Pro Tour                | 2007 | Shenzhen        | CHN  | Halbfinale    | Gold          |               |      |
| CHN     | Pro Tour                | 2007 | Nanjing         | CHN  | Gold          | Silber        |               |      |
| CHN     | Pro Tour                | 2007 | Chiba           | JPN  | Viertelfinale | Silber        |               |      |
| CHN     | Pro Tour                | 2007 | Salwa Cup       | KUW  | Silber        | Viertelfinale |               |      |
| CHN     | Pro Tour                | 2007 | Doha            | QAT  | Gold          | Viertelfinale |               |      |
| CHN     | Pro Tour                | 2007 | Velenje         | SVN  | Halbfinale    | Viertelfinale |               |      |
| CHN     | Pro Tour                | 2007 | Zagreb          | HRV  | letzte 16     | Gold          |               |      |
| CHN     | Pro Tour                | 2006 | Yokohama        | JPN  | Halbfinale    | Gold          |               |      |
| CHN     | Pro Tour                | 2006 | Guangzhou       | CHN  | letzte 16     | Silber        |               |      |
| CHN     | Pro Tour                | 2006 | Singapur        | SIN  | Gold          | Gold          |               |      |
| CHN     | Pro Tour                | 2006 | Kunshan         | CHN  | Gold          | Silber        |               |      |
| CHN     | Pro Tour                | 2006 | Kuwait City     | KUW  | Gold          | Gold          |               |      |
| CHN     | Pro Tour                | 2006 | Doha            | QAT  | Silber        | Halbfinale    |               |      |
| CHN     | Pro Tour                | 2005 | Harbin          | CHN  | Viertelfinale | Silber        |               |      |
| CHN     | Pro Tour                | 2005 | Doha            | QAT  | Silber        | Silber        |               |      |
| CHN     | Pro Tour                | 2004 | Kobe            | JPN  | Viertelfinale | Viertelfinale |               |      |
| CHN     | Pro Tour                | 2004 | Changchun       | CHN  | Halbfinale    | Halbfinale    |               |      |
| CHN     | Pro Tour                | 2004 | Wuxi            | CHN  | Gold          | Gold          |               |      |
| CHN     | Pro Tour                | 2004 | Singapur        | SIN  | Silber        | Gold          |               |      |
| CHN     | Pro Tour                | 2004 | Pyeongchang     | KOR  | letzte 16     | Viertelfinale |               |      |
| CHN     | Pro Tour                | 2004 | Athen           | GRE  | Silber        | Gold          |               |      |
| CHN     | Pro Tour                | 2003 | Malmö           | SWE  | letzte 32     | Gold          |               |      |
| CHN     | Pro Tour                | 2003 | Aarhus          | DEN  | Gold          | Gold          |               |      |
| CHN     | Pro Tour                | 2003 | Bremen          | GER  | Silber        | Viertelfinale |               |      |
| CHN     | Pro Tour                | 2003 | Kobe            | JPN  | Halbfinale    | Gold          |               |      |
| CHN     | Pro Tour                | 2003 | Guangzhou       | CHN  | Gold          | Gold          |               |      |
| CHN     | Pro Tour                | 2003 | Jeju-Si         | KOR  | Gold          | Gold          |               |      |
| CHN     | Pro Tour                | 2002 | Farum           | DEN  | Gold          | letzte 16     |               |      |
| CHN     | Pro Tour                | 2002 | Warschau        | POL  | Gold          | Silber        |               |      |
| CHN     | Pro Tour                | 2002 | Eindhoven       | NED  | Halbfinale    | Gold          |               |      |
| CHN     | Pro Tour                | 2002 | Magdeburg       | GER  | Gold          | Gold          |               |      |
| CHN     | Pro Tour                | 2002 | Fort Lauderdale | USA  | Gold          | Gold          |               |      |
| CHN     | Pro Tour                | 2002 | Qingdao City    | CHN  | Viertelfinale | Halbfinale    |               |      |
| CHN     | Pro Tour                | 2002 | Doha            | QAT  | Halbfinale    | letzte 16     |               |      |
| CHN     | Pro Tour                | 2001 | Farum           | DEN  | Gold          | Silber        |               |      |
| CHN     | Pro Tour                | 2001 | Skövde          | SWE  | letzte 16     | letzte 16     |               |      |
| CHN     | Pro Tour                | 2001 | Yokohama        | JPN  | Halbfinale    | Gold          |               |      |
| CHN     | Pro Tour                | 2001 | Seoul           | KOR  | letzte 32     | Viertelfinale |               |      |
| CHN     | Pro Tour                | 2001 | Hainan          | CHN  | Silber        | Silber        |               |      |
| CHN     | Pro Tour                | 2000 | Umeå            | SWE  | Viertelfinale | Gold          |               |      |
| CHN     | Pro Tour                | 2000 | Warschau        | POL  | letzte 32     | Gold          |               |      |
| CHN     | Pro Tour                | 2000 | Rio de Janeiro  | BRA  | Viertelfinale | Viertelfinale |               |      |
| CHN     | Pro Tour                | 2000 | Fort Lauderdale | USA  | letzte 16     | Viertelfinale |               |      |
| CHN     | Pro Tour                | 2000 | Kobe City       | JPN  | Silber        | Viertelfinale |               |      |
| CHN     | Pro Tour                | 2000 | Chang Chun City | CHN  | Viertelfinale | Halbfinale    |               |      |
| CHN     | Pro Tour                | 1999 | Karlskrona      | SWE  | Viertelfinale | Viertelfinale |               |      |
| CHN     | Pro Tour                | 1999 | Lievin          | FRA  | Halbfinale    | Gold          |               |      |
| CHN     | Pro Tour                | 1999 | Kobe City       | JPN  | Silber        | Gold          |               |      |
| CHN     | Pro Tour                | 1999 | Guilin          | CHN  | letzte 16     | Viertelfinale |               |      |
| CHN     | Pro Tour                | 1999 | Melbourne       | AUS  | Gold          |               |               |      |
| CHN     | Pro Tour                | 1998 | Sundsvall       | SWE  | Viertelfinale | Gold          |               |      |
| CHN     | Pro Tour                | 1998 | Belgrad         | YUG  | Viertelfinale | Gold          |               |      |
| CHN     | Pro Tour                | 1998 | Courmayeur      | ITA  | Halbfinale    | Silber        |               |      |
| CHN     | Pro Tour                | 1998 | Beirut          | LIB  | Silber        | Gold          |               |      |
| CHN     | Pro Tour                | 1998 | Ji' Nan City    | CHN  | Silber        | Gold          |               |      |
| CHN     | Pro Tour                | 1998 | Melbourne       | AUS  | letzte 32     | Halbfinale    |               |      |
| CHN     | Pro Tour                | 1998 | Wakayama        | JPN  | Viertelfinale | Gold          |               |      |
| CHN     | Pro Tour                | 1998 | Kota Kinabalu   | MAS  | Gold          | Viertelfinale |               |      |
| CHN     | Pro Tour                | 1997 | Lyon            | FRA  | letzte 32     | Viertelfinale |               |      |
| CHN     | Pro Tour                | 1997 | Kalmar          | SWE  | Viertelfinale | Halbfinale    |               |      |
| CHN     | Pro Tour                | 1997 | Linz            | AUT  | letzte 32     | Silber        |               |      |
| CHN     | Pro Tour                | 1997 | Belgrad         | YUG  | Halbfinale    | Viertelfinale |               |      |
| CHN     | Pro Tour                | 1997 | Zhuhai          | CHN  | Halbfinale    |               |               |      |
| CHN     | Pro Tour                | 1997 | Ipoh            | MAS  | Viertelfinale | Gold          |               |      |
| CHN     | Pro Tour                | 1997 | Melbourne       | AUS  | Halbfinale    | Gold          |               |      |
| CHN     | Pro Tour                | 1997 | Fort Lauderdale | USA  | Silber        | Rd 1          |               |      |
| CHN     | Pro Tour                | 1996 | Belgrad         | YUG  | Halbfinale    |               |               |      |
| CHN     | Pro Tour Grand Finals   | 2009 | Macau           | MAC  | letzte 16     |               |               |      |
| CHN     | Pro Tour Grand Finals   | 2008 | Macao           | MAC  | Halbfinale    |               |               |      |
| CHN     | Pro Tour Grand Finals   | 2007 | Peking          | CHN  | Gold          | Silber        |               |      |
| CHN     | Pro Tour Grand Finals   | 2006 | Hong-Kong       | HKG  | Halbfinale    | Silber        |               |      |
| CHN     | Pro Tour Grand Finals   | 2004 | Peking          | CHN  | Silber        | Gold          |               |      |
| CHN     | Pro Tour Grand Finals   | 2003 | Guangzhou       | CHN  | letzte 16     | Gold          |               |      |
| CHN     | Pro Tour Grand Finals   | 2002 | Stockholm       | SWE  | Viertelfinale | Gold          |               |      |
| CHN     | Pro Tour Grand Finals   | 2001 | Hainan          | CHN  | Gold          |               |               |      |
| CHN     | Pro Tour Grand Finals   | 2000 | Kobe City       | JPN  | Halbfinale    | Halbfinale    |               |      |
| CHN     | Pro Tour Grand Finals   | 1999 | Sydney          | AUS  | letzte 16     | Gold          |               |      |
| CHN     | Pro Tour Grand Finals   | 1998 | Paris           | FRA  | Viertelfinale | Silber        |               |      |
| CHN     | Pro Tour Grand Finals   | 1997 | Hong Kong       | HKG  | letzte 16     |               |               |      |
| CHN     | Weltmeisterschaft       | 2011 | Rotterdam       | NED  | Viertelfinale | Silber        |               |      |
| CHN     | Weltmeisterschaft       | 2010 | Moskau          | RUS  |               |               |               | 1    |
| CHN     | Weltmeisterschaft       | 2009 | Yokohama        | JPN  | Halbfinale    |               |               |      |
| CHN     | Weltmeisterschaft       | 2008 | Guangzhou       | CHN  |               |               |               | 1    |
| CHN     | Weltmeisterschaft       | 2007 | Zagreb          | HRV  | Silber        | Gold          | Silber        |      |
| CHN     | Weltmeisterschaft       | 2006 | Bremen          | GER  |               |               |               | 1    |
| CHN     | Weltmeisterschaft       | 2005 | Shanghai        | CHN  | Silber        | Halbfinale    |               |      |
| CHN     | Weltmeisterschaft       | 2004 | Doha            | QAT  |               |               |               | 1    |
| CHN     | Weltmeisterschaft       | 2003 | Paris           | FRA  | Viertelfinale | Halbfinale    | Gold          |      |
| CHN     | Weltmeisterschaft       | 2001 | Osaka           | JPN  | Halbfinale    | Viertelfinale | Viertelfinale | 1    |
| CHN     | Weltmeisterschaft       | 2000 | Kuala Lumpur    | MAS  |               |               |               | 2    |
| CHN     | Weltmeisterschaft       | 1999 | Eindhoven       | NED  | Silber        | letzte 32     | Gold          |      |
| CHN     | Weltmeisterschaft       | 1997 | Manchester      | ENG  | letzte 32     | Viertelfinale | letzte 16     |      |
| CHN     | World Cup               | 2007 | Barcelona       | ESP  | 5.–8. Platz   |               |               |      |
| CHN     | World Cup               | 2006 | Paris           | FRA  | Gold          |               |               |      |
| CHN     | World Cup               | 2005 | Lüttich         | BEL  | 3. Platz      |               |               |      |
| CHN     | World Cup               | 2004 | Hangzhou        | CHN  | Gold          |               |               |      |
| CHN     | World Cup               | 2003 | Jiangyin        | CHN  | Gold          |               |               |      |
| CHN     | World Cup               | 2002 | Jinan           | CHN  | 5.–8. Platz   |               |               |      |
| CHN     | World Cup               | 2001 | Courmayeur      | ITA  | 5.–8. Platz   |               |               |      |
| CHN     | World Cup               | 2000 | Yangzhou        | CHN  | Gold          |               |               |      |
| CHN     | World Cup               | 1998 | Shantou         | CHN  | 5.–8. Platz   |               |               |      |
| CHN     | WTC-World Team Cup      | 2007 | Magdeburg       | GER  |               |               |               | 1    |